# Dale Yakiwchuk
Dale Yakiwchuk (Cardston, 17 de octubre de 1958 – Calgary, Alberta, 7 de junio de 2024) fue un delantero profesional canadiense de hockey sobre hielo.

## Carrera
Fue seleccionado en la segunda ronda, 30º en general, por los Montreal Canadiens en el Draft Amateur de la NHL de 1978; sin embargo, nunca jugó en la National Hockey League.
Jugó cuatro partidos en la World Hockey Association con los Winnipeg Jets durante la temporada 1978–79, sin anotar puntos. Destacó durante cinco temporadas con los Milwaukee Admirals de la IHL, acumulando 138 puntos durante la temporada 1982–83 (38 goles y 100 asistencias) mientras sumaba 223 minutos de penalización.

## Fallecimiendo
Yakiwchuk murió en Calgary, Alberta el 7 de junio de 2024, a la edad de 65 años.

## Estadísticas de carrera
| 1975-76     | Taber Golden Suns      | AJHL        | 13 | 4  | 6   | 10  | 93  | —  | — | — | — | —  |
| 1975–76     | Lethbridge Broncos     | WCHL        | 43 | 3  | 14  | 17  | 146 | —  | — | — | — | —  |
| 1976–77     | Portland Winterhawks   | WCHL        | 59 | 24 | 53  | 77  | 151 | 8  | 2 | 6 | 8 | 21 |
| 1977–78     | Portland Winterhawks   | WCHL        | 64 | 32 | 52  | 84  | 312 | 8  | 0 | 3 | 3 | 55 |
| 1978–79     | Winnipeg Jets          | WHA         | 4  | 0  | 0   | 0   | 0   | —  | — | — | — | —  |
| 1978–79     | Nova Scotia Voyageurs  | AHL         | 12 | 3  | 1   | 4   | 15  | 8  | 0 | 0 | 0 | 0  |
| 1978–79     | Philadelphia Firebirds | AHL         | 46 | 2  | 18  | 20  | 101 | —  | — | — | — | —  |
| 1979–80     | Cincinnati Stingers    | CHL         | 30 | 4  | 15  | 19  | 75  | —  | — | — | — | —  |
| 1979–80     | Tulsa Oilers           | CHL         | 37 | 3  | 9   | 12  | 76  | 3  | 1 | 1 | 2 | 4  |
| 1980–81     | Richmond Rifles        | EHL         | 52 | 15 | 35  | 50  | 118 | —  | — | — | — | —  |
| 1980–81     | Baltimore Clippers     | EHL         | 18 | 11 | 14  | 25  | 73  | 4  | 1 | 2 | 3 | 46 |
| 1981–82     | Milwaukee Admirals     | IHL         | 72 | 18 | 57  | 75  | 249 | 5  | 2 | 1 | 3 | 23 |
| 1982–83     | Milwaukee Admirals     | IHL         | 79 | 38 | 100 | 138 | 223 | 11 | 2 | 5 | 7 | 54 |
| 1983–84     | Milwaukee Admirals     | IHL         | 74 | 35 | 69  | 104 | 67  | 4  | 2 | 2 | 4 | 12 |
| 1984–85     | Kalamazoo Wings        | IHL         | 82 | 25 | 45  | 70  | 187 | 11 | 4 | 2 | 6 | 56 |
| 1985–86     | Milwaukee Admirals     | IHL         | 82 | 33 | 68  | 101 | 265 | 4  | 0 | 4 | 4 | 20 |
| 1986–87     | Milwaukee Admirals     | IHL         | 67 | 27 | 36  | 63  | 111 | —  | — | — | — | —  |
| 1986–87     | Kalamazoo Wings        | IHL         | 16 | 4  | 12  | 16  | 69  | 5  | 1 | 4 | 5 | 31 |
| totales WHA | totales WHA            | totales WHA | 4  | 0  | 0   | 0   | 0   | —  | — | — | — | —  |